# Шабани (Псковська область)
Шабани (рос. Шабаны) — присілок в Палкінському районі Псковської області Російської Федерації.
Населення становить 126 осіб. Входить до складу муніципального утворення Новоуситовська волость.

## Історія
Від 2015 року входить до складу муніципального утворення Новоуситовська волость.

## Населення
| 2001 | 2002 | 2010 | 2013 | 2014 | 2015 | 2016 |
| ---- | ---- | ---- | ---- | ---- | ---- | ---- |
| 146  | ↘141 | ↗143 | ↘141 | ↗144 | ↗150 | ↘126 |